# Scrubs – Die Anfänger/Staffel 4
Die vierte Staffel der US-amerikanischen Fernsehserie Scrubs – Die Anfänger feierte ihre Premiere am 31. August 2004 auf dem Sender NBC. Die deutschsprachige Erstausstrahlung sendeten der österreichische Free-TV-Sender ORF eins und der deutsche Free-TV-Sender ProSieben vom 28. Oktober 2006 bis zum 27. Januar 2007.

## Darsteller
| Figur                            | Darsteller       | Deutscher Sprecher       |
| -------------------------------- | ---------------- | ------------------------ |
| Dr. John Michael „J. D.“ Dorian  | Zach Braff       | Kim Hasper               |
| Dr. Elliot Reid                  | Sarah Chalke     | Ranja Bonalana           |
| Dr. Christopher Duncan Turk      | Donald Faison    | Sebastian Schulz         |
| Carla Espinosa                   | Judy Reyes       | Tanja Geke               |
| Dr. Percival Ulysses „Perry“ Cox | John C. McGinley | Bernd Vollbrecht         |
| Dr. Robert „Bob“ Kelso           | Ken Jenkins      | Friedrich Georg Beckhaus |
| Der Hausmeister                  | Neil Flynn       | Thomas Nero Wolff        |
| Nebendarsteller                  |                  |                          |
| Schwester Laverne Roberts        | Aloma Wright     | Regina Lemnitz           |
| Dr. Todd „The Todd“ Quinlan      | Robert Maschio   | Björn Schalla            |
| Theodore „Ted“ Buckland          | Sam Lloyd        | Hans Hohlbein            |
| Jordan Sullivan                  | Christa Miller   | Andrea Kathrin Loewig    |
| Dr. Molly Clock                  | Heather Graham   | Bianca Krahl             |
| Dr. Doug Murphy                  | Johnny Kastl     | Bernhard Völger          |
| Dr. Hooch                        | Phill Lewis      | Olaf Reichmann           |
| Kylie                            | Chrystee Pharris | Berenice Weichert        |
| Randall Winston                  | Martin Klebba    | Gerald Schaale           |
| Jake                             | Josh Randall     | Johannes Berenz          |

## Episoden
| Nr. (ges.) | Nr. (St.) | Deutscher Titel                  | Originaltitel              | Erstausstrahlung USA | Deutschsprachige Erstausstrahlung (D/A) | Regie           | Drehbuch                       |
| --- | --------- | -------------------------------- | -------------------------- | -------------------- | --------------------------------------- | --------------- | ------------------------------ |
| 69 | 1         | Meine Psychiaterin               | My Old Friend’s New Friend | 31. Aug. 2004        | 28. Okt. 2006 (ORF eins)                | Bill Lawrence   | Eric Weinberg                  |
| Als Carla und Turk aus den Flitterwochen heimkehren, will sie plötzlich alles an ihm ändern. Als dann auch noch ihr Wagen in Flammen aufgeht und Carla einen Mini fordert, ist Turk so genervt, dass sie klein beigibt und ihn aussuchen lässt. Doch statt eines Wagens kauft er drei Motorroller für Carla, J. D. und sich selbst. Dies bestärkt Carla darin, dass sie Turk kontrollieren muss. Elliot fühlt sich nun aus der Gruppe ausgeschlossen und freundet sich mit der neuen Krankenhaus-Psychiaterin Dr. Molly Clock an. |           |                                  |                            |                      |                                         |                 |                                |
| 70 | 2         | Meine Beförderung                | My Office                  | 7. Sep. 2004         | 4. Nov. 2006 (ProSieben)                | Gail Mancuso    | Matt Tarses                    |
| Alle finden, dass die neue Psychiaterin Dr. Clock selbst ein wenig verrückt ist, aber sie gibt auch gute Ratschläge an das Personal. Nur Carla hat kaum Freude daran, weil bisher alle zu ihr gekommen sind, wenn sie Rat suchten. J. D. hat sich für die Stelle als ‚Chief resident‘ gemeldet und ist sich sicher, die Stelle zu bekommen. Doch als sich auch Elliot bewirbt, bleibt Dr. Cox nichts anderes übrig, als eine Entscheidung zu treffen. Er löst das Problem, indem er beide befördert. Dies macht aber die Sache nicht einfacher, weil J. D. und Elliot nur noch miteinander streiten. Ein Notfall bei einem Patienten hilft dann dabei, dass sie wenigstens wieder so etwas wie Freunde werden könnten. Dr. Kelso übergibt Dr. Cox einen Patienten, der eine Glühbirne im Hintern hat und bittet ihn darum, sich selbst darum zu kümmern. Doch zunächst landet der Patient bei Dr. Murphy, der abenteuerliche Ideen hat, die Glühbirne zu entfernen. Schließlich finden die derzeit zerstrittenen Dr. Cox und Turk mithilfe des Hausmeisters einen Weg, wie man das Problem lösen kann. |           |                                  |                            |                      |                                         |                 |                                |
| 71 | 3         | Meine Schmach                    | My New Game                | 14. Sep. 2004        | 11. Nov. 2006 (ProSieben)               | Ken Whittingham | Gabrielle Allan                |
| Ted hat eine schlechte Nachricht für Jordan und Dr. Cox: er hat herausgefunden, dass sie gar nicht geschieden sind. Dies stellt das Paar vor große Probleme, weil Jordan nun plötzlich meint, sie müsse sich anders verhalten. Der Hausmeister bezeichnet J. D. nur noch als ‚Co-Chief resident‘ und Elliot als ‚Chief resident‘, was diesen eifersüchtig auf sie macht. Auch das restliche Krankenhauspersonal spricht ihn nun nur noch so an und fragt immer Elliot, wenn es ein Problem gibt. Weil Turk am Morgen zu spät kommt, teilt ihn sein neuer Chef nur noch für langweilige Operationen ein und Todd darf alle komplizierten Eingriffe durchführen. J. D. hilft Turk dabei, trotzdem eine spannende OP zu bekommen. Da der Patient dabei stirbt, beginnt Turk an seinem Können zu zweifeln. Dr. Clock mischt sich in die Arbeit von Dr. Cox ein. Weil eine Patientin nach einer plastischen Operation unzufrieden mit ihrem Aussehen ist, verhilft sie ihr entgegen der Anweisung von Dr. Cox zu einer zweiten OP. |           |                                  |                            |                      |                                         |                 |                                |
| 72 | 4         | Meine Begegnung mit dem Tod      | My First Kill              | 21. Sep. 2004        | 11. Nov. 2006 (ProSieben)               | Ken Whittingham | Tad Quill                      |
| J. D. fände es gut, wenn Dr. Cox den neuen Assistenten bei der Visite eine Ansprache hält. Doch wie Dr. Cox ist, erklärt er ihnen, dass irgendwann der Tag kommen wird, an dem sie einen Patienten umbringen werden. Nun bekommt J. D. selbst Angst, weil ihm dies selbst noch nie passiert ist, und will deshalb anfangs eine Herzpunktion nicht durchführen, doch Dr. Cox trickst ihn aus. Carla will Rowdy reinigen lassen und verliert ihn dabei. Der Hausmeister hilft ihr mit einem neuen ausgestopften Hund, der Steven heißt, aber 5 cm kürzer ist, was Turk zu merken scheint. Elliots Patient braucht eine neue Herzklappe. Da er aber bis vor sechs Monaten drogenabhängig war, muss die Ethikkommission darüber entscheiden. Molly stellt eine schlechte Prognose aus, was Elliot verärgert, weil sie findet, dass Freundinnen zusammenhalten sollten. |           |                                  |                            |                      |                                         |                 |                                |
| 73 | 5         | Ihre Geschichte                  | Her Story                  | 28. Sep. 2004        | 18. Nov. 2006 (ProSieben)               | John Inwood     | Angela Nissel                  |
| Turk weckt Carla immer, wenn er spät ins Bett geht. Sie kann danach nicht mehr einschlafen, deshalb beschließt sie, dass er nun zur gleichen Zeit wie sie ins Bett muss, was ihm gar nicht passt. Er versucht sie auszutricksen, indem er ihr Kaffee mit Koffein statt ohne geben will, doch Dr. Kelso vertauscht die Tassen. Elliot hat genug von den ständigen Gemeinheiten von Dr. Cox und sagt ihm deshalb gehörig die Meinung. Zudem findet sie, dass Molly die bessere Mentorin für sie ist. Doch als Mollys Freund nach einem Unfall eingeliefert wird, stellt sie fest, dass Molly wirklich ein wenig verrückt ist, weil sie mit einem Kleinkriminellen befreundet ist. Nach der Ansage von Elliot lässt Dr. Cox seinen Frust darüber an J. D. aus, direkt vor den Assistenten. Sie verlieren dadurch sämtlichen Respekt vor ihm. J. D. beklagt sich darüber bei Dr. Cox. Er hilft ihm, den Fehler zu korrigieren, indem sie zusammen so tun, als würde J. D. ihm die Meinung sagen, aber er übertreibt es. |           |                                  |                            |                      |                                         |                 |                                |
| 74 | 6         | Meine Trauer                     | My Cake                    | 12. Okt. 2004        | 18. Nov. 2006 (ProSieben)               | Henry Chan      | Neil Goldman & Garrett Donovan |
| Im Krankenhaus ist man immer mit dem Tod konfrontiert. Als aber Dan J. D. besucht und ihm mitteilt, dass ihr Vater gestorben ist, ist das etwas anderes. Es wirft vor allem Dan aus der Bahn, J. D. lässt es sich nicht so anmerken. Dr. Cox weiß auch nicht, wie er den beiden helfen soll. J. D. erwartet von ihm, dass er ihn in den Arm nimmt und tröstet, dazu scheint Cox aber nicht bereit zu sein. Schließlich findet er doch noch einen Weg, einfach für sie da zu sein. Er kreuzt mit einem Kasten Bier bei ihnen zu Hause auf und sie schauen zusammen ein Spiel. Der Hausmeister hat einen Kran bestellt und Dr. Kelso ist damit nicht einverstanden, weil er es nicht bewilligt hat. Der Hausmeister behauptet das Gegenteil und um Dr. Kelso zu verwirren, spielt er ihm zusammen mit Ted ein paar Streiche, die Kelso an sich selber zweifeln lassen. Turk fühlt sich nicht fit, möchte sich aber trotz der Anzeichen für Diabetes nicht untersuchen lassen. Molly muss tief in die Trickkiste greifen, damit er freiwillig zum Arzt geht. Nun muss er die Diagnose nur noch Carla beichten. Diese Episode wurde dem verstorbenen Schauspieler John Ritter gewidmet, der in der Serie Sam Dorian, den Vater von J. D. und Dan spielte. |           |                                  |                            |                      |                                         |                 |                                |
| 75 | 7         | Mein hollywoodreifer Auftritt    | My Common Enemy            | 19. Okt. 2004        | 25. Nov. 2006 (ProSieben)               | Joanna Kerns    | Bill Callahan                  |
| Dan ist nach dem Tod ihres Vaters noch in der Stadt geblieben. J. D. hat ein Problem damit, weil Dan nun mit Elliot herumzieht. Das da noch mehr läuft erfährt er, als die beiden im Stockbett intim werden, während er oben liegt. Wieder einmal muss er sich in Erinnerung rufen, dass er keine Gefühle für sie hat, sondern lediglich eifersüchtig ist. Turk nutzt sein Diabetes aus, damit ihm Carla zu jeder Gelegenheit etwas zu essen besorgt. Dr. Cox und Dr. Kelso geraten mit Molly aneinander, da diese ihnen mit ihrer optimistischen Einstellung auf die Nerven geht. |           |                                  |                            |                      |                                         |                 |                                |
| 76 | 8         | Meine einmalige Chance           | My Last Chance             | 26. Okt. 2004        | 25. Nov. 2006 (ProSieben)               | Zach Braff      | Mike Schwartz                  |
| Molly hat eine neue Stelle gefunden und wird das Krankenhaus demnächst verlassen. Elliot organisiert eine Abschiedsparty für sie, wo sich J. D. und Molly küssen. Er möchte unbedingt noch mit ihr schlafen, bevor sie geht, und fragt deshalb Elliot, ob sie damit einverstanden ist. Als er mit seinem Motorroller zu Molly fahren will, baut er aber einen Unfall. Der Hausmeister bietet sich an, ihn zu fahren, setzt ihn aber irgendwo im Nirgendwo aus, daher bittet J. D. Turk und Carla um Hilfe. Dabei geraten die beiden über eine Nichtigkeit aneinander und Carla lässt Turk und J. D. stehen. So müssen sie zurück in die Stadt laufen. Sie erreichen Molly gerade noch, als sie ins Taxi zum Flughafen steigen will. Es reicht nur noch für eine Verabschiedung. Dr. Cox hat als Einziger vom Krankenhaus seinen Sozialdienst noch nicht absolviert. So fährt er für einen Tag in einem Krankenwagen mit und lernt die etwas nervige Denise (Molly Shannon) kennen. Als sie selbst einen Unfall bauen und Denise im Krankenhaus landet, erfährt er, weshalb sie so nervig ist. |           |                                  |                            |                      |                                         |                 |                                |
| 77 | 9         | Mein Spiel mit dem Feuer         | My Malpractical Decision   | 9. Nov. 2004         | 2. Dez. 2006 (ProSieben)                | Gail Mancuso    | Janae Bakken                   |
| Das ganze Krankenhaus ist in Aufruhr, weil sich Neena Broderick (Julianna Margulies), eine Patientenanwältin für Kunstfehler, angekündigt hat. Doch es stellt sich heraus, dass sie wegen ihres Vaters da ist, der Herzprobleme hat und einen Defibrillator braucht. Dr. Cox lehnt die Operation ab, so hält sich Neena an J. D. und flirtet mit ihm. Er weiß jedoch nicht, ob sie mit ihm spielt oder es ernst meint. Sein Gefühl sagt ihm jedoch, dass er die Operation machen soll. Der Dank von Neena ist ihm danach Gewiss. Turk spielt dem Hausmeister einen Streich. Dieser rächt sich, indem er dem hypochondrischen Stammpatienten Harvey Corman (Richard Kind) seine Handynummer gibt. Turk erwirkt eine Verfügung gegen Mr. Corman, der seinerseits Turk einklagt, mit Unterstützung von Neena. Elliot muss Doug verschwinden lassen, solange Neena im Krankenhaus ist, sonst gibt es Probleme mit seinen Fehlern, die er dauernd macht. Sie bringt ihn in die Pathologie und stellt dabei mit Erstaunen fest, dass sich Doug dort wohl fühlt und hilfreich sein kann. |           |                                  |                            |                      |                                         |                 |                                |
| 78 | 10        | Meine Hexe                       | My Female Trouble          | 16. Nov. 2004        | 2. Dez. 2006 (ProSieben)                | Chris Koch      | Debra Fordham                  |
| J. D. will die Beziehung zu Neena beenden, weil sie nun Harvey Corman gegen Turk vertritt. Dieser wirft Turk einen Kunstfehler vor, weil sein Aufschlag im Tennis nicht mehr funktioniert. Doch Neena bleibt hartnäckig an J. D. dran und versucht über ihn an Informationen zu kommen. J. D. sucht Hilfe bei Jordan, weil nur eine starke Frau gegen Neena anzukommen scheint. Elliot muss einen Patienten behandeln, der zum Aufsichtsrat des Krankenhauses gehört. Er ist ein ziemlicher Sexist und akzeptiert keine Frau, die ihn behandelt. Da er meint, Dr. Elliot Reid sei ein Mann, spielt sie das Spiel mit und tut so, als ob sie ihm nur die Ergebnisse von Dr. Reid übermitteln würde. Als er den Arzt dann persönlich sprechen will, springt der Hausmeister ein. Dr. Cox ist überrascht, wie selbstbewusst Elliot mit der Situation umgeht, und lobt sie sogar dafür. |           |                                  |                            |                      |                                         |                 |                                |
| 79 | 11        | Mein Einhorn                     | My Unicorn                 | 23. Nov. 2004        | 9. Dez. 2006 (ProSieben)                | Matthew Perry   | Gabrielle Allan & Tad Quill    |
| J. D.s Patient Gregory Marks (John Bennett Perry) braucht eine neue Niere. Da er ihm gesagt hat, er habe keine Verwandten, recherchiert J. D. und findet dessen Sohn. Obwohl ihn Dr. Cox gewarnt hat, dass er sich nicht einmischen soll, macht er sich auf den Weg und besucht Murray Marks (Matthew Perry) an dessen Arbeitsplatz. Murray willigt ein zu helfen, doch im Krankenhaus verlangt er für die Niere Geld von seinem Vater. Erst als sich herausstellt, dass Gregory gar nicht Murrays leiblicher Vater ist, wendet sich die Situation doch noch zum Guten. Elliot ist erstaunt darüber, dass Carla und Jordan immer alles von Männern bekommen. Sie zeigen Elliot, wie sie ihre Weiblichkeit einsetzen kann, um einen Vorteil zu haben. Zu Elliots Pech nutzt sie die neue Fähigkeit im falschen Moment und vergrault den Mann, der ihr ein Stipendium bewilligen sollte. |           |                                  |                            |                      |                                         |                 |                                |
| 80 | 12        | Mein bester Moment               | My Best Moment             | 7. Dez. 2004         | 9. Dez. 2006 (ProSieben)                | Chris Koch      | Angela Nissel                  |
| Als J. D. vor einer Gruppe von Medizinstudenten einen Vortrag halten soll, wird er gefragt, welches sein bester Moment als Arzt war. Kurz danach verspricht er einem Patienten, dass er bis Weihnachten das Krankenhaus wieder verlassen kann, obwohl die richtige Diagnose noch aussteht. Elliot soll sich derweil um dessen Sohn kümmern, doch das ist nicht ihr Ding. Zudem stellt sich heraus, dass der Mann gar nicht krankenversichert ist. So verlangt Dr. Kelso, dass er in ein anderes Krankenhaus verlegt wird, sobald sich sein Zustand gebessert hat. Als es dem Patienten immer schlechter geht, liefert Carla Dr. Cox und J. D. den entscheidenden Hinweis zur Diagnose, weil sie bei der Einlieferung das Gespräch zwischen Vater und Sohn mitbekommen hat. So setzen dann alle ihre Fähigkeiten ein, um den Patienten zu retten, und so entsteht dann der beste Moment für alle Beteiligten. |           |                                  |                            |                      |                                         |                 |                                |
| 81 | 13        | Mein Absturz                     | My Ocardial Infarction     | 18. Jan. 2005        | 16. Dez. 2006 (ProSieben)               | Ken Whittingham | Mark Stegemann                 |
| Bis jetzt war J. D. stets der bessere Arzt als Elliot. Nur wenn es schnell gehen muss, ist er wie blockiert. Nun muss er feststellen, dass Elliot auch bei der Diagnose besser und schneller als er geworden ist. Sein Stolz lässt es aber zunächst nicht zu, Elliot um Hilfe wegen seiner Blockaden zu bitten. Turk geht ziemlich locker mit seinem Diabetes um, bis er einen Patienten auf dem Tisch hat, dem er wegen dieser Krankheit einen Fuß amputieren muss. Elliot sucht jemanden, der mit ihr einen Kaffee trinken geht. Da niemand Zeit hat, fragt sie den Hausmeister. Der versteht dies vollkommen falsch und meint, er hätte nun ein Date mit ihr, und blamiert sich dementsprechend. |           |                                  |                            |                      |                                         |                 |                                |
| 82 | 14        | Mein Partner                     | My Lucky Charm             | 25. Jan. 2005        | 16. Dez. 2006 (ProSieben)               | Chris Koch      | Mike Schwartz                  |
| J. D. und Turk müssen einen Patienten versorgen, der bei einer Schlägerei verletzt und von seinem Bruder Billy (Colin Farrell) ins Krankenhaus begleitet wurde. Sie stammen ursprünglich aus Irland und Billy ist ein richtiger Lebemann. Er fordert J. D. und Turk ziemlich heraus, bis sie herausfinden, dass er gar nicht der Bruder, sondern der Täter ist. Nachdem ein Schwangerschaftstest von Jordan negativ war, ist Dr. Cox so erleichtert darüber, dass er hinter ihrem Rücken eine Vasektomie machen lässt. Es dauert jedoch nicht lange, bis Jordan es trotzdem erfährt. Weil sie ihm keine Szene macht, ist er so erstaunt, dass er sich entschließt, den Eingriff rückgängig zu machen. Die Freundschaft von Carla und Elliot steht vor einer harten Probe, weil sie schon länger keine Zeit mehr für gemeinsame Abende zusammen haben, sondern Ausflüchte suchen, um sich nicht zu treffen. |           |                                  |                            |                      |                                         |                 |                                |
| 83 | 15        | Mein Eid                         | My Hypocritical Oath       | 1. Feb. 2005         | 23. Dez. 2006 (ProSieben)               | Craig Zisk      | Tim Hobert                     |
| Als J. D. mit Carla und Turk eines Abends eine Bar besucht, lernt er die hübsche Barfrau Kylie (Chrystee Pharris) kennen. Sie bittet ihn um ärztliche Hilfe. Da J. D. ihr aber nicht richtig zuhört, bekommt er nicht mit, dass es um ihren Freund geht. Bei der Untersuchung stellt sich heraus, dass er Gonorrhoe hat. Da Kylie und er noch nicht miteinander geschlafen haben, muss er sich bei einer anderen Frau angesteckt haben. J. D. darf aber Kylie wegen des hippokratischen Eids nichts sagen. Dr. Cox möchte eigentlich das Basketballspiel der Saison schauen, Dr. Kelso verdonnert ihn aber zu einer zusätzlichen Nachtschicht, weil er sich für einen Streich der Assistenten an ihm rächen will. Zudem mischt sich auch der Hausmeister ein, der auch auf Rache sinnt und ihm das Resultat verraten will. Schließlich schafft es Dr. Cox, sich die Aufzeichnung des Spiels anzusehen, doch Dr. Kelso hat die Aufnahme manipuliert. |           |                                  |                            |                      |                                         |                 |                                |
| 84 | 16        | Meine Lügen                      | My Quarantine              | 8. Feb. 2005         | 23. Dez. 2006 (ProSieben)               | Michael Spiller | Tad Quill                      |
| Nachdem Kylie ihren Freund verlassen hat, steht das erste Date mit J. D. bevor. Als J. D. aber zuerst ein Opossum tot- und einen Obdachlosen anfährt, landen sie im Krankenhaus. Dort merkt er beim Studium einer Patientenakte an, er könnte SARS haben, was zur Folge hat, dass die ganze Abteilung unter Quarantäne gestellt wird. Auch die zufällig anwesende Danni (Tara Reid) ist betroffen, während ihre Schwester Jordan flüchten kann. Um Kylie zu imponieren, besticht er den Obdachlosen, damit er einen Herzinfarkt vorspielt. Weil den Mitarbeitern langweilig ist, beginnen sie darüber zu diskutieren, wie ihr erstes Date war. Dabei findet Turk heraus, dass das erste Date von Carla mit Dr. Cox war, was sie ihm bisher verschwiegen hat. J. D. versucht auch seine ehemalige Beziehung mit Danni vor Kylie geheim zu halten. Dabei merkt er nicht, dass es besser wäre, Kylie gegenüber ehrlich zu sein, damit ihre Beziehung eine Chance hat. |           |                                  |                            |                      |                                         |                 |                                |
| 85 | 17        | Meine Sitcom                     | My Life in Four Cameras    | 15. Feb. 2005        | 30. Dez. 2006 (ProSieben)               | Adam Bernstein  | Debra Fordham                  |
| Dr. Cox ist wütend auf Dr. Kelso, weil er wegen Budgetkürzungen Personal in der Cafeteria entlassen muss. Kelso sagt Cox, wenn er andere Einsparungen findet, verzichtet er auf die Entlassung. Cox muss dabei feststellen, dass Kelso es sich nicht so einfach macht, wie er glaubte. J. D. erkennt unter den Patienten in der Notaufnahme einen Sitcom-Autor. Die Untersuchung zeigt, dass dieser Krebs im Endstadium hat und sterben wird. Daraufhin beginnt J. D. zu fantasieren, wie es wäre, wenn das Krankenhaus eine einzige Sitcom ist; dem Patienten ginge es besser und alles wäre viel einfacher. Doch der Alarm der Überwachungsgeräte reißt ihn aus seinem Tagtraum. |           |                                  |                            |                      |                                         |                 |                                |
| 86 | 18        | Meine Mitbewohner                | My Roommates               | 22. Feb. 2005        | 30. Dez. 2006 (ProSieben)               | Craig Zisk      | Tim Hobert                     |
| Kylie möchte J. D. noch nicht über Nacht in ihrer Wohnung haben. Turk und Carla wollen gleichzeitig, dass J. D. auszieht, weil sie sich durch ihn gestört fühlen. Während er nach einem Schlafplatz sucht merken die beiden, wie sehr er ihnen fehlt, und dass sie ohne ihn nicht viel zusammen anfangen können und streiten. Ron (Michael Boatman), ein Studienfreund von Dr. Cox, ist mit seinem Sohn zu Besuch. Die beiden versuchen sich seit ihrer Schulzeit stets zu übertrumpfen. Dies geht nun mit ihren Söhnen weiter. Als Ron und sein Sohn bei Cox und Jordan zum Essen eingeladen sind, stellt Cox fest, dass Rons Sohn wahrscheinlich an Autismus leidet. Zur Diagnose braucht er eine List, damit der Junge alleine bei ihm ist. Umso schwerer hat er es anschließend, seinem Freund die Wahrheit zu sagen. |           |                                  |                            |                      |                                         |                 |                                |
| 87 | 19        | Mein Kuchen                      | My Best Laid Plans         | 1. März 2005         | 6. Jan. 2007 (ProSieben)                | Zach Braff      | Bill Callahan                  |
| Molly ist für eine Behandlung zurück. J. D. ist das Warten leid und sagt Kylie ab, um mit Molly auszugehen. Dabei stellt er fest, dass es ein Fehler wäre, nun etwas mit ihr anzufangen, und geht zu Kylie. Sie wäre jetzt bereit, um mit ihm zu schlafen, aber J. D. erzählt ihr von Molly und Kylie wirft ihn deshalb raus. Die Probleme von Carla und Turk werden nicht besser. Zudem telefoniert Turk mit einer alten Freundin, was Carla gar nicht passt. Er findet, sie mache einen Elefanten aus einer Mücke, beendet den Kontakt aber trotzdem mit einem kurzen Anruf. Als Carla wissen will, wie er es geschafft hat, meint er nur, er habe ihr erst jetzt gesagt, dass er verheiratet ist. Carla ist deswegen außer sich und verlässt ihn. Der Hausmeister steht weiterhin auf Elliot. Dr. Cox wettet mit ihm um seinen Porsche, weil er nicht glaubt, dass sie ein Paar werden können. Elliot spielt mit und Cox muss seinen Wagen abgeben. Aber der Hausmeister verschweigt es ihr, damit sie mit ihm essen geht. Das hätte er besser nicht getan, denn Dr. Cox findet heraus, dass er Elliot und ihn angelogen hat. |           |                                  |                            |                      |                                         |                 |                                |
| 88 | 20        | Mein Chef mal anders             | My Boss’s Free Haircut     | 29. März 2005        | 6. Jan. 2007 (ProSieben)                | John Inwood     | Mark Stegemann                 |
| Carla ist zu Elliot gezogen, um sich Gedanken über ihre Beziehung zu Turk zu machen. Dieser ist deprimiert und weiß nicht mehr weiter. J. D. und Elliot versuchen alles, um den beiden zu helfen. Elliot ruft bei Carla Erinnerungen an ihre verstorbene Mutter wach. Turk und J. D. gehen aus und feiern bis in den Morgen. Am nächsten Morgen wäre Turk mit Carla zum Brunch verabredet gewesen, doch er geht aus Angst nicht hin. Elliot geht mit Carla auf den Friedhof ans Grab ihrer Mutter, damit sie ihre Sorgen mit ihr teilen kann. Sie findet das zunächst lächerlich, merkt aber schnell, dass es doch hilft. Dr. Cox findet, dass es schon lange her ist, seit sich Dr. Kelso selbst um Patienten gekümmert hat und stattdessen nur noch dreinredet. Der lässt sich dies natürlich nicht gefallen, gerät aber dummerweise an eine junge übergewichtige Frau, die alles besser weiß und sich nicht von ihm helfen lässt. Kelso ist schon am Verzweifeln und will die ganze Übung abbrechen, als ihm Cox dabei hilft, wie man heute mit solchen Patienten umgehen muss. |           |                                  |                            |                      |                                         |                 |                                |
| 89 | 21        | Meine Lippen sind versiegelt     | My Lips Are Sealed         | 5. Apr. 2005         | 13. Jan. 2007 (ProSieben)               | John Michel     | Janae Bakken                   |
| Carla geht mit J. D. aus und sie betrinken sich. Wieder zu Hause, kommen sie sich näher und küssen sich. Am nächsten Morgen bereuen beide, was passiert ist und wollen nicht, dass Turk davon erfährt. Dabei merkt Carla, dass sie ihm nicht verziehen hat, weil er mit seiner Ex-Freundin telefonierte, sie nun aber auch einen Fehler gemacht hat. Also sagt sie ihm die Wahrheit. Elliot muss einen Patienten behandeln, der Potenzmittel geschluckt und nun das Problem hat, dass die Erektion nicht mehr abschwillt. Während sich alle darüber amüsieren, versucht sie zusammen mit Dr. Kelso professionell zu bleiben, schafft es aber nicht. Jack hat eine Schramme am Kopf und Dr. Cox versucht dies vor Jordan zu verheimlichen. Doch sie findet es schnell heraus und daraufhin entwickelt sich ein Zwist darüber, wer nun weswegen übervorsichtig mit Jack ist. |           |                                  |                            |                      |                                         |                 |                                |
| 90 | 22        | Meine Maßnahme                   | My Big Move                | 12. Apr. 2005        | 13. Jan. 2007 (ProSieben)               | Victor Nelli    | Bonnie Sikowitz                |
| Turk will wissen, wer Schuld am Kuss zwischen J. D. und Carla war, doch die beiden wissen selbst nicht, von wem die Initiative ausging. Dem Hausmeister passt seine dunkle Uniform nicht mehr, so nervt er Dr. Kelso deswegen. Dummerweise hat in der neuen, hellblauen Uniform niemand mehr Respekt vor ihm. Eine junge Patientin von Dr. Cox mit Epilepsie nimmt ihre Medikamente nicht mehr. Er versucht sie davon zu überzeugen, dass dies nicht gut ist, scheitert aber kläglich. Elliot behauptet, es liege an ihm, weil er sich nicht richtig mit der Patientin auseinandersetzt. Er will dies nicht glauben, bis ihm Elliot das Gegenteil beweist. Jordan hat sich Botox spritzen lassen und kann nun deswegen keinerlei Mimik mehr zeigen. Dabei sollte sie am Abend Cox zu einer Preisverleihung begleiten. Er nutzt dies natürlich genüsslich aus. |           |                                  |                            |                      |                                         |                 |                                |
| 91 | 23        | Mein Glaube an die Menschheit    | My Faith in Humanity       | 19. Apr. 2005        | 20. Jan. 2007 (ProSieben)               | Ken Whittingham | David Louis Feinberg           |
| Turk und Carla besuchen eine Paartherapie, um ihre Eheprobleme zu lösen. Turk findet aber keinen Gefallen daran, weil er sich nicht öffnen und über seine Probleme sprechen kann. Eine ältere Dame namens Betty wird von ihrem Nachbarn Jake (Josh Randall) ins Krankenhaus gebracht. J. D. kennt Betty schon länger, denn sie ist immer mal wieder bei ihm in Behandlung. Diesmal stellt er jedoch fest, dass sie todkrank ist. Jake hilft Betty zu verstehen, dass es nun an der Zeit ist, zu sterben, doch ihr Sohn will ihn deswegen verklagen. Elliot hat sich bei der ersten Begegnung mit Jake verliebt, weiß aber nicht, wie sie ihn ansprechen soll. Dr. Cox und Carla geben ihr unterschiedliche Ratschläge, wie sie an ein Date mit ihm kommt. |           |                                  |                            |                      |                                         |                 |                                |
| 92 | 24        | Meine Kollegen, die Egozentriker | My Drive-By                | 26. Apr. 2005        | 20. Jan. 2007 (ProSieben)               | Will Mackenzie  | Angela Nissel                  |
| Turk rettet am Taco-Stand einem Mann durch einen Luftröhrenschnitt das Leben. Dr. Cox will ihn im Krankenhaus hochleben lassen, aber dies passt Turk nicht. Also erzählt Cox, dass er den Mann gerettet habe und heimst die Lorbeeren ein. Doug Murphy hat sich beide Füße gebrochen und fährt nun mit einem motorisierten Rollstuhl in der Klinik herum. Dr. Kelso beschlagnahmt ihn kurzerhand und nutzt ihn fortan dafür, selber in den Gängen herumzufahren. Da er dabei Reifenspuren hinterlässt, bekommt er Ärger mit dem Hausmeister. J. D. soll als Aufpasser bei den Dates von Elliot und Jake dabei sein, weil Elliot Angst hat, dass sie die Beziehung ruiniert und zu schnell intim wird. |           |                                  |                            |                      |                                         |                 |                                |
| 93 | 25        | Mein Schokobär                   | My Changing Ways           | 10. Mai 2005         | 27. Jan. 2007 (ProSieben)               | Victor Nelli jr | Bill Lawrence                  |
| Nun ist es bald soweit, J. D. wird bei Carla und Turk ausziehen. Doch dabei gerät er mit Turk in Unfrieden, weil er findet, er schätze ihn nicht genügend. Deshalb freundet er sich mit dem Arzt Hooch an, dem er und Turk bisher immer Streiche gespielt haben. Elliot hat ein Jobangebot für ein anderes Krankenhaus erhalten. Carla ist enttäuscht darüber, weil sie eine Freundin verliert, getraut sich aber nicht, dies Elliot zu sagen. Jordan hilft Ted im Krankenhaus bei einem schwierigen Fall und findet Gefallen an der Arbeit. Dies passt Dr. Cox nicht, weil er findet, eine Mutter gehöre zu ihrem Kind. Er wird jedoch gezwungen, seine Ansicht zu revidieren. |           |                                  |                            |                      |                                         |                 |                                |

## DVD-Veröffentlichung
In den Vereinigten Staaten wurde die DVD zur vierten Staffel am 10. Oktober 2006 veröffentlicht. In Deutschland ist die DVD zur vierten Staffel seit dem 15. Februar 2007 erhältlich.